# Paul Hogan
Paul Hogan (* 8. října 1939 Lightning Ridge, Nový Jižní Wales, Austrálie) je australský herec, známý zejména díky své roli Michaela Dundeeho ve filmech Krokodýl Dundee (1986), Krokodýl Dundee 2 (1988) a Krokodýl Dundee v Los Angeles (2001).
V českém znění jej dabovali například Lukáš Vaculík, Ladislav Županič a Alois Švehlík.